# Amplepuis
Amplepuis är en kommun i departementet Rhône i regionen Auvergne-Rhône-Alpes i östra Frankrike. Kommunen ligger i kantonen Amplepuis som tillhör arrondissementet Villefranche-sur-Saône. År 2022 hade Amplepuis 4 858 invånare.

## Befolkningsutveckling
Antalet invånare i kommunen Amplepuis
| Referens: INSEE |